# Packard Four
La compañía Packard introdujo su primer motor de cuatro cilindros en 1903 con el Packard Four, un automóvil de alto nivel que acompañó al Packard Model F. Fue su único modelo ofrecido exclusivamente con un motor de cuatro cilindros desde 1903 hasta 1912, y sirvió para establecer a Packard como un fabricante de coches de lujo. Sería reemplazado por el Packard Six de 1913.

## Historia

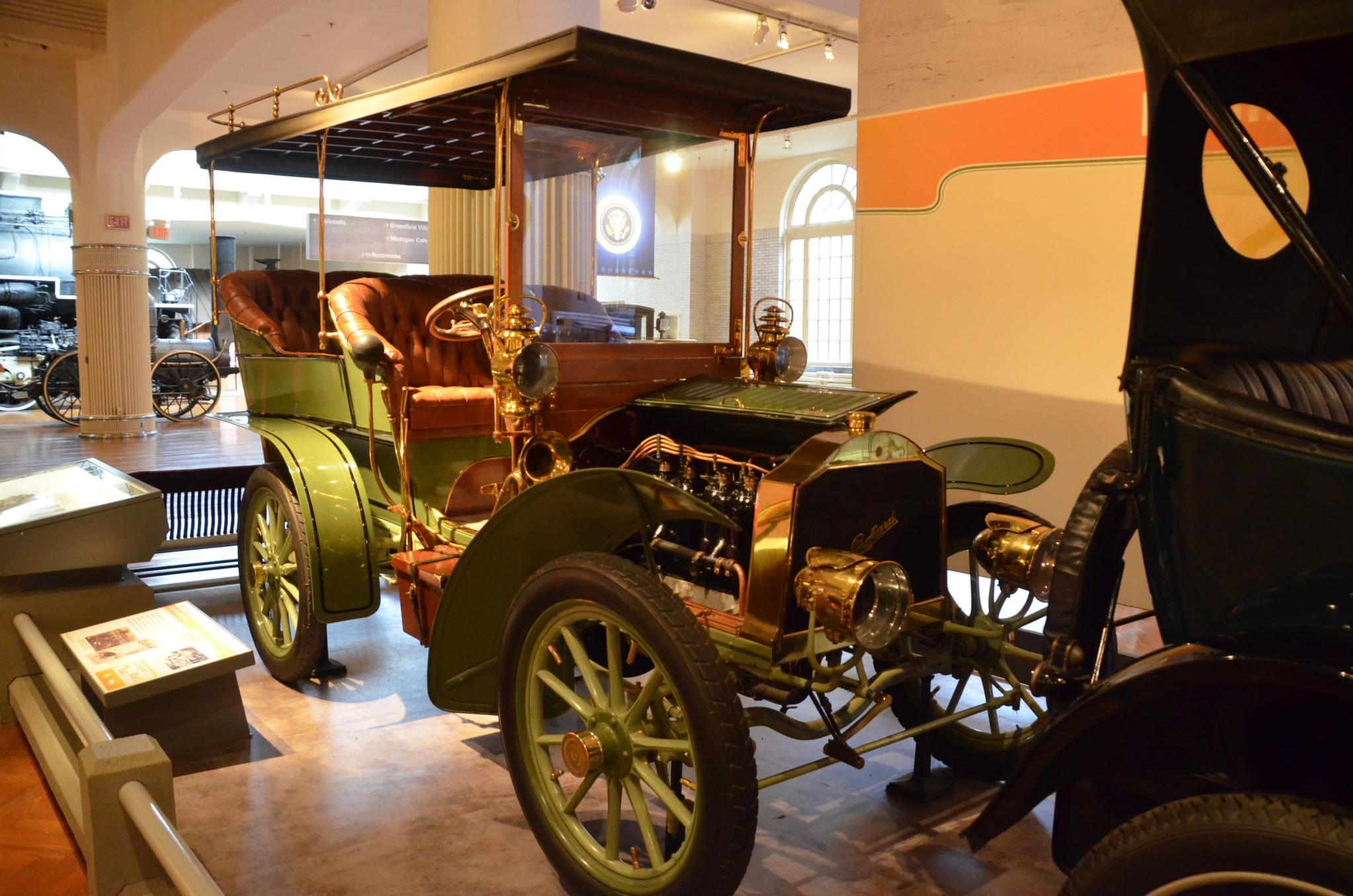
Packard Model L de 1904

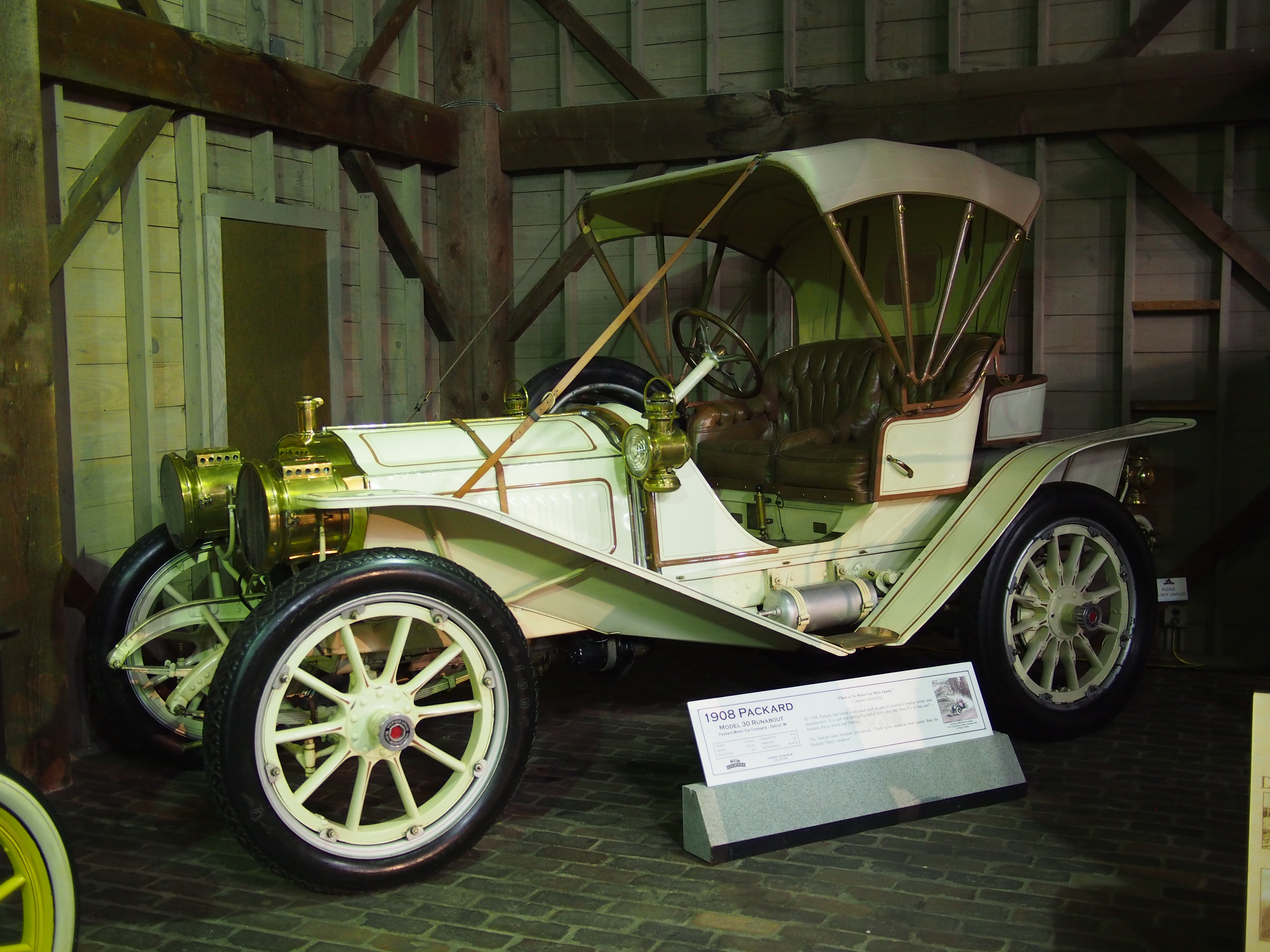
Packard Model Thirty Runabout de 1908

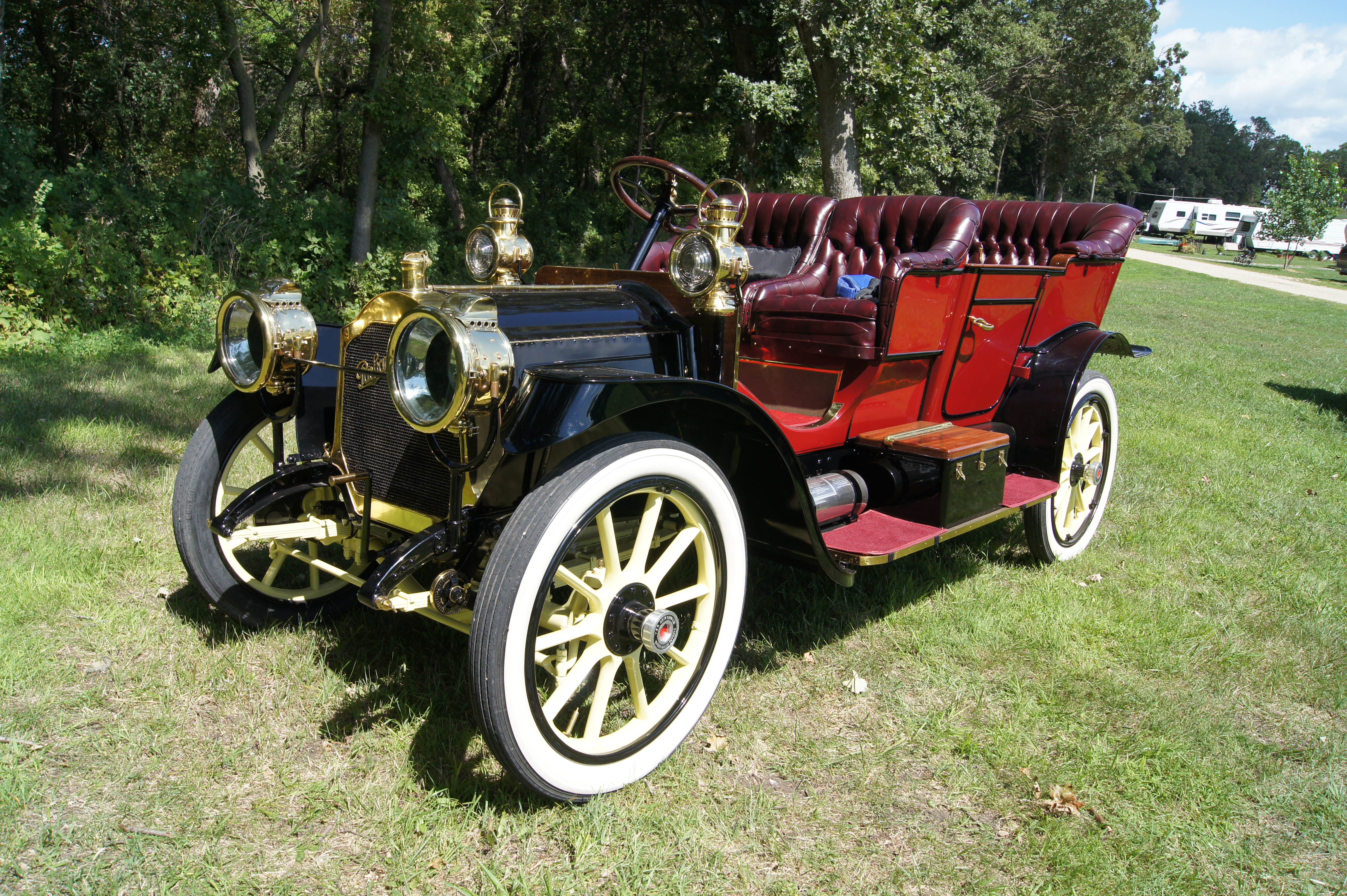
Packard Eighteen Series NB de 1910

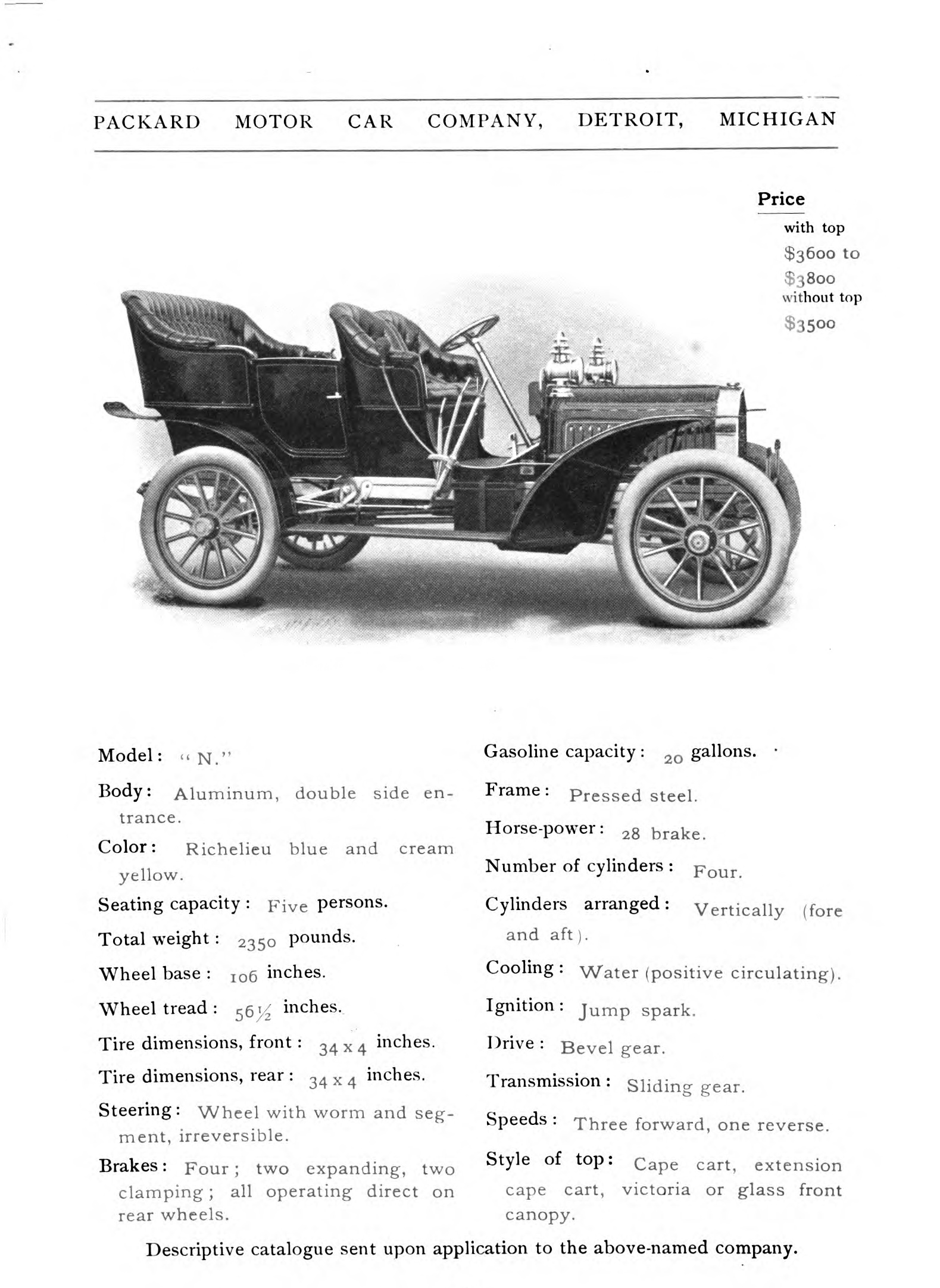
Anuncio de 1905 de un Packard Model N 28

El primer Packard equipado con un motor de cuatro cilindros se presentó como el Modelo K de 1903, con estilos de carrocería tonneau o  tonneau Rey de los Belgas, caracterizados porque el acceso al vehículo de los pasajeros se realizaba por una puerta dispuesta por la parte de atrás. Introdujo una serie de primicias para la empresa, que incluyeron la instalación del motor frente al compartimiento de pasajeros y el radiador con rejilla, con una transmisión de cuatro velocidades con una distancia entre ejes de 92 plg (2337 mm). La producción se limitó a 34 unidades, con un precio minorista de 7.300 dólares (247 551 $ en 2023), lo que lo convirtió en el Packard más caro fabricado. El ingeniero de Packard, Charles Schmidt, compitió con un Model K Grey Wolf en la pista de la playa de Ormond-Daytona, donde alcanzó una velocidad de 77,6 millas por hora (124,9 km/h).
El Modelo L y el Modelo M de 1904 introdujeron el radiador esculpido característico y la apariencia del capó plano, mientras que la carrocería se construyó en aluminio sobre un marco de madera. El color de la carrocería estándar estaba pintado de azul Richelieu con molduras negras con rayas de color amarillo crema, mientras que el tren de rodadura estaba pintado de amarillo crema con rayas negras y azules. Se ofrecieron tres estilos de carrocería, agregando un surrey y un runabout al tonneau anterior, con un precio minorista de 3.000 dólares (101 733 $ en 2023).
Otra primicia para la compañía se introdujo con el Modelo N de 1905, agregando un sedán, brougham y una limusina al runabout, mientras que se omitió el surrey. La distancia entre ejes se amplió a 106 plg (2692 mm). Los precios minoristas comenzaron entre 3600 y 4600 dólares para la limusina (155 991 $ en 2023).
En 1906 se incorporaron más avances mecánicos y de apariencia en el Modelo S, que también se comercializó como el Modelo 24, en referencia a un motor de culata en T con una potencia declarada de 24 caballos. Se ofrecieron dos distancias entre ejes por primera vez, donde el runabout disponía de 108 plg (2743 mm), mientras que el sedán de turismo, la limusina, el landaulet y el victoria usaban el chasis más largo de 119 plg (3023 mm). Se introdujo otra característica que se incorporó a la marca registrada: un tapacubos en forma de hexágono que tenía el centro pintado de negro, que en 1913 cuando se cambió a rojo y permaneció así hasta el cierre de la empresa. El landaulet se podía comprar por 5.225 dólares (177 186 $ en 2023).
Para 1907, Packard cambió la designación del modelo de letras a la potencia del motor, por lo que pasó a identificarse como Model Thirty Series U (deletreando el nombre de la cifra en lugar del propio número). Los precios de lanzamiento comenzaban con 4.200 dólares para los modelos abiertos y subieron a 5.500 para la limusina y a 5.600 dólares para el landaulet. Se ofrecieron dos distancias entre ejes, con el estilo de carrocería runabout con una distancia de 108 plg (2743 mm), mientras que el sedán de turismo, la limusina y el landaulet medían entre ejes 122 plg (3099 mm).
Packard continuó con su enfoque en la mejora continua y, para 1908, el Model Thirty agregó una segunda designación llamada Serie UA. El runabout usaba la distancia entre ejes de 108 plg (2743 mm), mientras que el touring sedán y la limusina usaban la distancia entre ejes más larga de 123,5 plg (3137 mm). El touring cupé se puso a la venta con transportín.
En 1909, Packard decidió ofrecer una opción asequible para ampliar su base de clientes e introdujo el Model Eighteen Series NA, cuyo precio se rebajó hasta los 1000 dólares (33 911 $ en 2023). El Model Eighteen ofrecía un motor más pequeño y una distancia entre ejes más corta, mientras que el Model Thirty Series UB y UBS seguía siendo el vehículo de nivel superior. La designación Serie UB fue para la distancia entre ejes más larga, mientras que la designación Serie UBS fue para la distancia entre ejes más corta, compartida con el Modelo Eighteen. A medida que los estilos de carrocería continuaron adaptándose a las solicitudes de los clientes, Packard ofreció una semi-limusina a su lista de ofertas de coches disponibles tanto en el Model Eighteen (con una distancia entre ejes 112 plg (2845 mm)) como en el Model Thirty (con una distancia entre ejes de 123,5 plg (3137 mm)).
La plataforma de menor precio regresó para 1910 como Model Eighteen Series NB, y estaba relacionada mecánicamente con el año anterior, mientras que la semi-limusina no se mantuvo como un estilo de carrocería disponible y solo quedaron cuatro opciones. El Model Thirty Series UC y UCS agregaron faetón, semi-limusina y cupé de Ville a la lista de estilos de carrocería. Las opciones de motor y las distancias entre ejes se mantuvieron sin cambios, aunque se introdujeron por primera vez amortiguadores para suavizar la marcha.
Un landaulet de cuatro puertas de 1911 costaba 5.750 dólares. El equipo estándar incluía lámparas de aceite, un juego de herramientas y dos llantas desmontables adicionales. Los automóviles cerrados también incluían tubo acústico, ventiladores ajustables y una luz de techo que tenía una batería separada. Había un velocímetro y un manómetro de aire. La batalla era de 123+1/2 plg (3137 mm) para el chasis estándar.
En 1911, Packard presentó el Packard Six como un modelo de 1912 y eliminó gradualmente el Modelo 30 Serie UE de cuatro cilindros y el Modelo 18 Serie NE.

## Motor y transmisión
Una de las placas del embrague estaba bloqueada con el motor. La potencia se transmitía mediante un eje largo con cardán al engranaje deslizante mediante una transmisión manual de tres velocidades con marcha atrás. Estaba ubicado en una carcasa en el eje trasero, que también contenía el diferencial. El automóvil usaba una transmisión por eje desde el principio, aunque muchos otros automóviles de alta potencia en ese momento confiaban en cadenas de transmisión dobles.
En 1909, el varillaje rediseñado de la transmisión hizo posible que la marcha atrás se activara con el cambio de marcha normal (desde 1904, todos los Packard tenían una palanca separada para la marcha atrás).

## Chasis
El bastidor tipo escalera disponía de una suspensión con ballestas semielípticas en la parte delantera y trasera. La dirección incluía ahora rodamientos de bolas en lugar de cojinetes de rodillos y presentaba un brazo Pitman frente al eje delantero.
Los frenos eran mecánicos solo en las ruedas traseras y funcionaban con un pedal (frenos sobre las ruedas) o con una palanca (frenos de tambor). Siguiendo el manual del propietario, cualquiera de los dos sistemas de frenado era suficiente para detener el automóvil en condiciones normales.